# Палатца тема
Тема Палатца — тема в шаховій композиції в багатоходівці. Суть теми — чорна фігура заманюється на певне поле, на якому вона буде забрана білими на матуючому ході, після того, як буде замурована.

## Історія

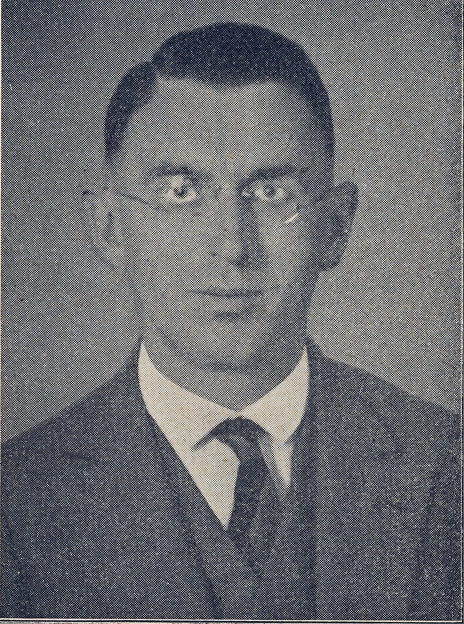
Франц Палатц

Ідею запропонував німецький шаховий композитор Франц Палатц (18.07.1896 — 1945).
В багатоходовій задачі для досягнення мети білі заманюють чорну фігуру на певне поле, потім наступними діями змушують чорних замурувати цю фігуру, тобто заблокувати своїми фігурами усі можливі ходи цієї фігури. На матуючому ході білі забирають цю чорну фігуру на полі, на яке її заманили.
Ідея дістала назву — тема Палатца.
|   | a | b | c | d | e | f | g | h |   |
| 8 | b7 чорний пішак · d7 чорний пішак · d6 білий король · c5 білий кінь · e5 чорний пішак · g5 чорний пішак · h5 білий ферзь · c4 чорний пішак · d4 чорний король · g4 чорна тура · c3 чорний пішак · e3 чорний пішак · c2 чорний пішак · e2 чорний кінь · g2 чорна тура | b7 чорний пішак · d7 чорний пішак · d6 білий король · c5 білий кінь · e5 чорний пішак · g5 чорний пішак · h5 білий ферзь · c4 чорний пішак · d4 чорний король · g4 чорна тура · c3 чорний пішак · e3 чорний пішак · c2 чорний пішак · e2 чорний кінь · g2 чорна тура | b7 чорний пішак · d7 чорний пішак · d6 білий король · c5 білий кінь · e5 чорний пішак · g5 чорний пішак · h5 білий ферзь · c4 чорний пішак · d4 чорний король · g4 чорна тура · c3 чорний пішак · e3 чорний пішак · c2 чорний пішак · e2 чорний кінь · g2 чорна тура | b7 чорний пішак · d7 чорний пішак · d6 білий король · c5 білий кінь · e5 чорний пішак · g5 чорний пішак · h5 білий ферзь · c4 чорний пішак · d4 чорний король · g4 чорна тура · c3 чорний пішак · e3 чорний пішак · c2 чорний пішак · e2 чорний кінь · g2 чорна тура | b7 чорний пішак · d7 чорний пішак · d6 білий король · c5 білий кінь · e5 чорний пішак · g5 чорний пішак · h5 білий ферзь · c4 чорний пішак · d4 чорний король · g4 чорна тура · c3 чорний пішак · e3 чорний пішак · c2 чорний пішак · e2 чорний кінь · g2 чорна тура | b7 чорний пішак · d7 чорний пішак · d6 білий король · c5 білий кінь · e5 чорний пішак · g5 чорний пішак · h5 білий ферзь · c4 чорний пішак · d4 чорний король · g4 чорна тура · c3 чорний пішак · e3 чорний пішак · c2 чорний пішак · e2 чорний кінь · g2 чорна тура | b7 чорний пішак · d7 чорний пішак · d6 білий король · c5 білий кінь · e5 чорний пішак · g5 чорний пішак · h5 білий ферзь · c4 чорний пішак · d4 чорний король · g4 чорна тура · c3 чорний пішак · e3 чорний пішак · c2 чорний пішак · e2 чорний кінь · g2 чорна тура | b7 чорний пішак · d7 чорний пішак · d6 білий король · c5 білий кінь · e5 чорний пішак · g5 чорний пішак · h5 білий ферзь · c4 чорний пішак · d4 чорний король · g4 чорна тура · c3 чорний пішак · e3 чорний пішак · c2 чорний пішак · e2 чорний кінь · g2 чорна тура | 8 |
| 7 | b7 чорний пішак · d7 чорний пішак · d6 білий король · c5 білий кінь · e5 чорний пішак · g5 чорний пішак · h5 білий ферзь · c4 чорний пішак · d4 чорний король · g4 чорна тура · c3 чорний пішак · e3 чорний пішак · c2 чорний пішак · e2 чорний кінь · g2 чорна тура | b7 чорний пішак · d7 чорний пішак · d6 білий король · c5 білий кінь · e5 чорний пішак · g5 чорний пішак · h5 білий ферзь · c4 чорний пішак · d4 чорний король · g4 чорна тура · c3 чорний пішак · e3 чорний пішак · c2 чорний пішак · e2 чорний кінь · g2 чорна тура | b7 чорний пішак · d7 чорний пішак · d6 білий король · c5 білий кінь · e5 чорний пішак · g5 чорний пішак · h5 білий ферзь · c4 чорний пішак · d4 чорний король · g4 чорна тура · c3 чорний пішак · e3 чорний пішак · c2 чорний пішак · e2 чорний кінь · g2 чорна тура | b7 чорний пішак · d7 чорний пішак · d6 білий король · c5 білий кінь · e5 чорний пішак · g5 чорний пішак · h5 білий ферзь · c4 чорний пішак · d4 чорний король · g4 чорна тура · c3 чорний пішак · e3 чорний пішак · c2 чорний пішак · e2 чорний кінь · g2 чорна тура | b7 чорний пішак · d7 чорний пішак · d6 білий король · c5 білий кінь · e5 чорний пішак · g5 чорний пішак · h5 білий ферзь · c4 чорний пішак · d4 чорний король · g4 чорна тура · c3 чорний пішак · e3 чорний пішак · c2 чорний пішак · e2 чорний кінь · g2 чорна тура | b7 чорний пішак · d7 чорний пішак · d6 білий король · c5 білий кінь · e5 чорний пішак · g5 чорний пішак · h5 білий ферзь · c4 чорний пішак · d4 чорний король · g4 чорна тура · c3 чорний пішак · e3 чорний пішак · c2 чорний пішак · e2 чорний кінь · g2 чорна тура | b7 чорний пішак · d7 чорний пішак · d6 білий король · c5 білий кінь · e5 чорний пішак · g5 чорний пішак · h5 білий ферзь · c4 чорний пішак · d4 чорний король · g4 чорна тура · c3 чорний пішак · e3 чорний пішак · c2 чорний пішак · e2 чорний кінь · g2 чорна тура | b7 чорний пішак · d7 чорний пішак · d6 білий король · c5 білий кінь · e5 чорний пішак · g5 чорний пішак · h5 білий ферзь · c4 чорний пішак · d4 чорний король · g4 чорна тура · c3 чорний пішак · e3 чорний пішак · c2 чорний пішак · e2 чорний кінь · g2 чорна тура | 7 |
| 6 | b7 чорний пішак · d7 чорний пішак · d6 білий король · c5 білий кінь · e5 чорний пішак · g5 чорний пішак · h5 білий ферзь · c4 чорний пішак · d4 чорний король · g4 чорна тура · c3 чорний пішак · e3 чорний пішак · c2 чорний пішак · e2 чорний кінь · g2 чорна тура | b7 чорний пішак · d7 чорний пішак · d6 білий король · c5 білий кінь · e5 чорний пішак · g5 чорний пішак · h5 білий ферзь · c4 чорний пішак · d4 чорний король · g4 чорна тура · c3 чорний пішак · e3 чорний пішак · c2 чорний пішак · e2 чорний кінь · g2 чорна тура | b7 чорний пішак · d7 чорний пішак · d6 білий король · c5 білий кінь · e5 чорний пішак · g5 чорний пішак · h5 білий ферзь · c4 чорний пішак · d4 чорний король · g4 чорна тура · c3 чорний пішак · e3 чорний пішак · c2 чорний пішак · e2 чорний кінь · g2 чорна тура | b7 чорний пішак · d7 чорний пішак · d6 білий король · c5 білий кінь · e5 чорний пішак · g5 чорний пішак · h5 білий ферзь · c4 чорний пішак · d4 чорний король · g4 чорна тура · c3 чорний пішак · e3 чорний пішак · c2 чорний пішак · e2 чорний кінь · g2 чорна тура | b7 чорний пішак · d7 чорний пішак · d6 білий король · c5 білий кінь · e5 чорний пішак · g5 чорний пішак · h5 білий ферзь · c4 чорний пішак · d4 чорний король · g4 чорна тура · c3 чорний пішак · e3 чорний пішак · c2 чорний пішак · e2 чорний кінь · g2 чорна тура | b7 чорний пішак · d7 чорний пішак · d6 білий король · c5 білий кінь · e5 чорний пішак · g5 чорний пішак · h5 білий ферзь · c4 чорний пішак · d4 чорний король · g4 чорна тура · c3 чорний пішак · e3 чорний пішак · c2 чорний пішак · e2 чорний кінь · g2 чорна тура | b7 чорний пішак · d7 чорний пішак · d6 білий король · c5 білий кінь · e5 чорний пішак · g5 чорний пішак · h5 білий ферзь · c4 чорний пішак · d4 чорний король · g4 чорна тура · c3 чорний пішак · e3 чорний пішак · c2 чорний пішак · e2 чорний кінь · g2 чорна тура | b7 чорний пішак · d7 чорний пішак · d6 білий король · c5 білий кінь · e5 чорний пішак · g5 чорний пішак · h5 білий ферзь · c4 чорний пішак · d4 чорний король · g4 чорна тура · c3 чорний пішак · e3 чорний пішак · c2 чорний пішак · e2 чорний кінь · g2 чорна тура | 6 |
| 5 | b7 чорний пішак · d7 чорний пішак · d6 білий король · c5 білий кінь · e5 чорний пішак · g5 чорний пішак · h5 білий ферзь · c4 чорний пішак · d4 чорний король · g4 чорна тура · c3 чорний пішак · e3 чорний пішак · c2 чорний пішак · e2 чорний кінь · g2 чорна тура | b7 чорний пішак · d7 чорний пішак · d6 білий король · c5 білий кінь · e5 чорний пішак · g5 чорний пішак · h5 білий ферзь · c4 чорний пішак · d4 чорний король · g4 чорна тура · c3 чорний пішак · e3 чорний пішак · c2 чорний пішак · e2 чорний кінь · g2 чорна тура | b7 чорний пішак · d7 чорний пішак · d6 білий король · c5 білий кінь · e5 чорний пішак · g5 чорний пішак · h5 білий ферзь · c4 чорний пішак · d4 чорний король · g4 чорна тура · c3 чорний пішак · e3 чорний пішак · c2 чорний пішак · e2 чорний кінь · g2 чорна тура | b7 чорний пішак · d7 чорний пішак · d6 білий король · c5 білий кінь · e5 чорний пішак · g5 чорний пішак · h5 білий ферзь · c4 чорний пішак · d4 чорний король · g4 чорна тура · c3 чорний пішак · e3 чорний пішак · c2 чорний пішак · e2 чорний кінь · g2 чорна тура | b7 чорний пішак · d7 чорний пішак · d6 білий король · c5 білий кінь · e5 чорний пішак · g5 чорний пішак · h5 білий ферзь · c4 чорний пішак · d4 чорний король · g4 чорна тура · c3 чорний пішак · e3 чорний пішак · c2 чорний пішак · e2 чорний кінь · g2 чорна тура | b7 чорний пішак · d7 чорний пішак · d6 білий король · c5 білий кінь · e5 чорний пішак · g5 чорний пішак · h5 білий ферзь · c4 чорний пішак · d4 чорний король · g4 чорна тура · c3 чорний пішак · e3 чорний пішак · c2 чорний пішак · e2 чорний кінь · g2 чорна тура | b7 чорний пішак · d7 чорний пішак · d6 білий король · c5 білий кінь · e5 чорний пішак · g5 чорний пішак · h5 білий ферзь · c4 чорний пішак · d4 чорний король · g4 чорна тура · c3 чорний пішак · e3 чорний пішак · c2 чорний пішак · e2 чорний кінь · g2 чорна тура | b7 чорний пішак · d7 чорний пішак · d6 білий король · c5 білий кінь · e5 чорний пішак · g5 чорний пішак · h5 білий ферзь · c4 чорний пішак · d4 чорний король · g4 чорна тура · c3 чорний пішак · e3 чорний пішак · c2 чорний пішак · e2 чорний кінь · g2 чорна тура | 5 |
| 4 | b7 чорний пішак · d7 чорний пішак · d6 білий король · c5 білий кінь · e5 чорний пішак · g5 чорний пішак · h5 білий ферзь · c4 чорний пішак · d4 чорний король · g4 чорна тура · c3 чорний пішак · e3 чорний пішак · c2 чорний пішак · e2 чорний кінь · g2 чорна тура | b7 чорний пішак · d7 чорний пішак · d6 білий король · c5 білий кінь · e5 чорний пішак · g5 чорний пішак · h5 білий ферзь · c4 чорний пішак · d4 чорний король · g4 чорна тура · c3 чорний пішак · e3 чорний пішак · c2 чорний пішак · e2 чорний кінь · g2 чорна тура | b7 чорний пішак · d7 чорний пішак · d6 білий король · c5 білий кінь · e5 чорний пішак · g5 чорний пішак · h5 білий ферзь · c4 чорний пішак · d4 чорний король · g4 чорна тура · c3 чорний пішак · e3 чорний пішак · c2 чорний пішак · e2 чорний кінь · g2 чорна тура | b7 чорний пішак · d7 чорний пішак · d6 білий король · c5 білий кінь · e5 чорний пішак · g5 чорний пішак · h5 білий ферзь · c4 чорний пішак · d4 чорний король · g4 чорна тура · c3 чорний пішак · e3 чорний пішак · c2 чорний пішак · e2 чорний кінь · g2 чорна тура | b7 чорний пішак · d7 чорний пішак · d6 білий король · c5 білий кінь · e5 чорний пішак · g5 чорний пішак · h5 білий ферзь · c4 чорний пішак · d4 чорний король · g4 чорна тура · c3 чорний пішак · e3 чорний пішак · c2 чорний пішак · e2 чорний кінь · g2 чорна тура | b7 чорний пішак · d7 чорний пішак · d6 білий король · c5 білий кінь · e5 чорний пішак · g5 чорний пішак · h5 білий ферзь · c4 чорний пішак · d4 чорний король · g4 чорна тура · c3 чорний пішак · e3 чорний пішак · c2 чорний пішак · e2 чорний кінь · g2 чорна тура | b7 чорний пішак · d7 чорний пішак · d6 білий король · c5 білий кінь · e5 чорний пішак · g5 чорний пішак · h5 білий ферзь · c4 чорний пішак · d4 чорний король · g4 чорна тура · c3 чорний пішак · e3 чорний пішак · c2 чорний пішак · e2 чорний кінь · g2 чорна тура | b7 чорний пішак · d7 чорний пішак · d6 білий король · c5 білий кінь · e5 чорний пішак · g5 чорний пішак · h5 білий ферзь · c4 чорний пішак · d4 чорний король · g4 чорна тура · c3 чорний пішак · e3 чорний пішак · c2 чорний пішак · e2 чорний кінь · g2 чорна тура | 4 |
| 3 | b7 чорний пішак · d7 чорний пішак · d6 білий король · c5 білий кінь · e5 чорний пішак · g5 чорний пішак · h5 білий ферзь · c4 чорний пішак · d4 чорний король · g4 чорна тура · c3 чорний пішак · e3 чорний пішак · c2 чорний пішак · e2 чорний кінь · g2 чорна тура | b7 чорний пішак · d7 чорний пішак · d6 білий король · c5 білий кінь · e5 чорний пішак · g5 чорний пішак · h5 білий ферзь · c4 чорний пішак · d4 чорний король · g4 чорна тура · c3 чорний пішак · e3 чорний пішак · c2 чорний пішак · e2 чорний кінь · g2 чорна тура | b7 чорний пішак · d7 чорний пішак · d6 білий король · c5 білий кінь · e5 чорний пішак · g5 чорний пішак · h5 білий ферзь · c4 чорний пішак · d4 чорний король · g4 чорна тура · c3 чорний пішак · e3 чорний пішак · c2 чорний пішак · e2 чорний кінь · g2 чорна тура | b7 чорний пішак · d7 чорний пішак · d6 білий король · c5 білий кінь · e5 чорний пішак · g5 чорний пішак · h5 білий ферзь · c4 чорний пішак · d4 чорний король · g4 чорна тура · c3 чорний пішак · e3 чорний пішак · c2 чорний пішак · e2 чорний кінь · g2 чорна тура | b7 чорний пішак · d7 чорний пішак · d6 білий король · c5 білий кінь · e5 чорний пішак · g5 чорний пішак · h5 білий ферзь · c4 чорний пішак · d4 чорний король · g4 чорна тура · c3 чорний пішак · e3 чорний пішак · c2 чорний пішак · e2 чорний кінь · g2 чорна тура | b7 чорний пішак · d7 чорний пішак · d6 білий король · c5 білий кінь · e5 чорний пішак · g5 чорний пішак · h5 білий ферзь · c4 чорний пішак · d4 чорний король · g4 чорна тура · c3 чорний пішак · e3 чорний пішак · c2 чорний пішак · e2 чорний кінь · g2 чорна тура | b7 чорний пішак · d7 чорний пішак · d6 білий король · c5 білий кінь · e5 чорний пішак · g5 чорний пішак · h5 білий ферзь · c4 чорний пішак · d4 чорний король · g4 чорна тура · c3 чорний пішак · e3 чорний пішак · c2 чорний пішак · e2 чорний кінь · g2 чорна тура | b7 чорний пішак · d7 чорний пішак · d6 білий король · c5 білий кінь · e5 чорний пішак · g5 чорний пішак · h5 білий ферзь · c4 чорний пішак · d4 чорний король · g4 чорна тура · c3 чорний пішак · e3 чорний пішак · c2 чорний пішак · e2 чорний кінь · g2 чорна тура | 3 |
| 2 | b7 чорний пішак · d7 чорний пішак · d6 білий король · c5 білий кінь · e5 чорний пішак · g5 чорний пішак · h5 білий ферзь · c4 чорний пішак · d4 чорний король · g4 чорна тура · c3 чорний пішак · e3 чорний пішак · c2 чорний пішак · e2 чорний кінь · g2 чорна тура | b7 чорний пішак · d7 чорний пішак · d6 білий король · c5 білий кінь · e5 чорний пішак · g5 чорний пішак · h5 білий ферзь · c4 чорний пішак · d4 чорний король · g4 чорна тура · c3 чорний пішак · e3 чорний пішак · c2 чорний пішак · e2 чорний кінь · g2 чорна тура | b7 чорний пішак · d7 чорний пішак · d6 білий король · c5 білий кінь · e5 чорний пішак · g5 чорний пішак · h5 білий ферзь · c4 чорний пішак · d4 чорний король · g4 чорна тура · c3 чорний пішак · e3 чорний пішак · c2 чорний пішак · e2 чорний кінь · g2 чорна тура | b7 чорний пішак · d7 чорний пішак · d6 білий король · c5 білий кінь · e5 чорний пішак · g5 чорний пішак · h5 білий ферзь · c4 чорний пішак · d4 чорний король · g4 чорна тура · c3 чорний пішак · e3 чорний пішак · c2 чорний пішак · e2 чорний кінь · g2 чорна тура | b7 чорний пішак · d7 чорний пішак · d6 білий король · c5 білий кінь · e5 чорний пішак · g5 чорний пішак · h5 білий ферзь · c4 чорний пішак · d4 чорний король · g4 чорна тура · c3 чорний пішак · e3 чорний пішак · c2 чорний пішак · e2 чорний кінь · g2 чорна тура | b7 чорний пішак · d7 чорний пішак · d6 білий король · c5 білий кінь · e5 чорний пішак · g5 чорний пішак · h5 білий ферзь · c4 чорний пішак · d4 чорний король · g4 чорна тура · c3 чорний пішак · e3 чорний пішак · c2 чорний пішак · e2 чорний кінь · g2 чорна тура | b7 чорний пішак · d7 чорний пішак · d6 білий король · c5 білий кінь · e5 чорний пішак · g5 чорний пішак · h5 білий ферзь · c4 чорний пішак · d4 чорний король · g4 чорна тура · c3 чорний пішак · e3 чорний пішак · c2 чорний пішак · e2 чорний кінь · g2 чорна тура | b7 чорний пішак · d7 чорний пішак · d6 білий король · c5 білий кінь · e5 чорний пішак · g5 чорний пішак · h5 білий ферзь · c4 чорний пішак · d4 чорний король · g4 чорна тура · c3 чорний пішак · e3 чорний пішак · c2 чорний пішак · e2 чорний кінь · g2 чорна тура | 2 |
| 1 | b7 чорний пішак · d7 чорний пішак · d6 білий король · c5 білий кінь · e5 чорний пішак · g5 чорний пішак · h5 білий ферзь · c4 чорний пішак · d4 чорний король · g4 чорна тура · c3 чорний пішак · e3 чорний пішак · c2 чорний пішак · e2 чорний кінь · g2 чорна тура | b7 чорний пішак · d7 чорний пішак · d6 білий король · c5 білий кінь · e5 чорний пішак · g5 чорний пішак · h5 білий ферзь · c4 чорний пішак · d4 чорний король · g4 чорна тура · c3 чорний пішак · e3 чорний пішак · c2 чорний пішак · e2 чорний кінь · g2 чорна тура | b7 чорний пішак · d7 чорний пішак · d6 білий король · c5 білий кінь · e5 чорний пішак · g5 чорний пішак · h5 білий ферзь · c4 чорний пішак · d4 чорний король · g4 чорна тура · c3 чорний пішак · e3 чорний пішак · c2 чорний пішак · e2 чорний кінь · g2 чорна тура | b7 чорний пішак · d7 чорний пішак · d6 білий король · c5 білий кінь · e5 чорний пішак · g5 чорний пішак · h5 білий ферзь · c4 чорний пішак · d4 чорний король · g4 чорна тура · c3 чорний пішак · e3 чорний пішак · c2 чорний пішак · e2 чорний кінь · g2 чорна тура | b7 чорний пішак · d7 чорний пішак · d6 білий король · c5 білий кінь · e5 чорний пішак · g5 чорний пішак · h5 білий ферзь · c4 чорний пішак · d4 чорний король · g4 чорна тура · c3 чорний пішак · e3 чорний пішак · c2 чорний пішак · e2 чорний кінь · g2 чорна тура | b7 чорний пішак · d7 чорний пішак · d6 білий король · c5 білий кінь · e5 чорний пішак · g5 чорний пішак · h5 білий ферзь · c4 чорний пішак · d4 чорний король · g4 чорна тура · c3 чорний пішак · e3 чорний пішак · c2 чорний пішак · e2 чорний кінь · g2 чорна тура | b7 чорний пішак · d7 чорний пішак · d6 білий король · c5 білий кінь · e5 чорний пішак · g5 чорний пішак · h5 білий ферзь · c4 чорний пішак · d4 чорний король · g4 чорна тура · c3 чорний пішак · e3 чорний пішак · c2 чорний пішак · e2 чорний кінь · g2 чорна тура | b7 чорний пішак · d7 чорний пішак · d6 білий король · c5 білий кінь · e5 чорний пішак · g5 чорний пішак · h5 білий ферзь · c4 чорний пішак · d4 чорний король · g4 чорна тура · c3 чорний пішак · e3 чорний пішак · c2 чорний пішак · e2 чорний кінь · g2 чорна тура | 1 |
|   | a | b | c | d | e | f | g | h |   |

1. De8! ~ 2. De5#
1. ... Te4 2. Df7 ~ 3. Dd5#
            2. ... Sf4 3. Df5 ~ 4.De4#